# 金定
金定（1521年—1581年），字汝濟，號屏崗，大寧都司營州中屯衛軍籍直隸松江府上海縣人，明朝政治人物。

## 生平
嘉靖二十八年（1549年）己酉科順天鄉試第八十九名舉人，三十八年（1559年）中式己未科會試第二百三十八名，三甲第七十八名進士。授泉州府推官，四十一年（1562年）十一月選授南京山西道監察御史，四十三年（1564年）閏二月升福建按察司僉事，十二月考察，以貪罷黜。萬曆九年（1581年）卒，年六十一。

## 家族
曾祖金愷，以子金純貴封奉議大夫刑部郎中；祖父金紳，教諭；父金瀛，引禮舍人。母郝氏。